# Деряжний Федір Іванович
Федір Іванович Деря́жний (5 травня 1914, Нові Санжари — 14 березня 1976, Київ) — український радянський живописець, майстер декоративного текстилю; член Спілки радянських художників України з 1947 року.

## Біографія
Народився 22 квітня [5 травня] 1914 року у селі Нових Санжарах (нині селище Полтавського району Полтавської області, Україна) в сім'ї селянина-коваля. Член ВКП(б) з 1939 року. Брав участь у Німецько-радянській війні. Під час війни створив серію політичних плакатів та карикатур, багато композицій на воєнну тематику. Влаштував фронтову художню виставку «Бойовий шлях 1-ї повітряної армії» в місті Ростенбурзі. За це 3 березня 1945 року був відзначений орденом Вітчизняної війни II ступеня. Також нагороджений медаллю «За перемогу над Німеччиною» (14 листопада 1945).
1946 року закінчив Київський художній інститут, де навчався у Федіра Кричевського, Володимира Костецького, Сергія Григор'єва. Дипломна робота — «На рідній землі» (керівник Карпо Трохименко).
Після здобуття освіти до 1950 року працював викладачем живопису, директором Київського республіканського художньо-промислового училища. 1952 року очолив Київський музей українського мистецтва. Жив у Києві, в будинку на вулиці Петра Запорожця № 12, квартира № 80. Помер у Києві 14 березня 1976 року.

## Творчість
Працював в галузі станкового живопису та декоративного мистецтва. Серед робіт:
ескізи гобеленів
- «Останні дні Тараса Шевченка» (1939);
- «На рідній землі» (1947, Харківський художній музей);
- «Тарас Шевченко» (1949);
- «Від українського народу братньому білоруському народові» (1950);

картини
- «Перед грозою» (1949);
- «На Ворсклі» (1953);
- «Земля селянам» (1957);
- «Червона весна» (1963, Луганський обласний краєзнавчий музей);
- «Карпатська легенда» (1964, Національний музей у Львові);
- «У Карпатах» (1967);
- «Земля не жде» (1970);
- «Біля рідного порога» (1971).

Брав участь у республіканських виставках з 1947 року.